# Мартін Беккер
Мартін «Тіно» Беккер (нім. Martin "Tino" Becker; 12 квітня 1916, Вісбаден — 8 лютого 2006, Обернайзен) — німецький льотчик-ас нічної винищувальної авіації, гауптман люфтваффе. Кавалер Лицарського хреста Залізного хреста з дубовим листям.

## Біографія
Після закінчення льотного училища в 1940 році зарахований в розвідувальну авіацію. Літав на Bf.110. На початку 1943 року переведений в нічну винищувальну авіацію і зарахований в 2-у ескадрилью 4-ї ескадри нічних винищувачів. Свою першу перемогу («Ланкастер») здобув на Заході 23 серпня 1943 року. В березні 1944 року протягом 6 ночей збив 33 британські бомбардувальники. В ніч на 23 березня 1944 року збив 3 «Ланкастери» і 3 «Галіфакси», в ніч на 31 березня 1944 року — 3 «Ланкастери» і 4 «Галіфакси». 26.10.1944 призначений командиром 4-ї групи 6-ї ескадри нічних винищувачів. В ніч на 15 березня 1945 року збив 9 «Ланкастерів», що стало рекордом нічних винищувачів люфтваффе.
Всього за час бойових дій здійснив 137 бойових вильотів (110 як нічний винищувач і 27 як розвідник) і здобув 58 нічних перемог.

## Нагороди
- Нагрудний знак пілота
- Залізний хрест
  - 2-го класу (15 червня 1940)
  - 1-го класу (19 липня 1940)
- Авіаційна планка розвідника в бронзі
- Двічі відзначений у Вермахтберіхт (23 і 31 березня 1944)
- Лицарський хрест Залізного хреста з дубовим листям
  - лицарський хрест (1 квітня 1944) — за 26 нічних перемог.
  - дубове листя (№792; 20 березня 1945) — за 58 нічних перемог.
- Почесний Кубок Люфтваффе (15 травня 1944)
- Німецький хрест в золоті (25 травня 1944)
- Авіаційна планка нічного винищувача в сріблі